# Костница в Седлеце

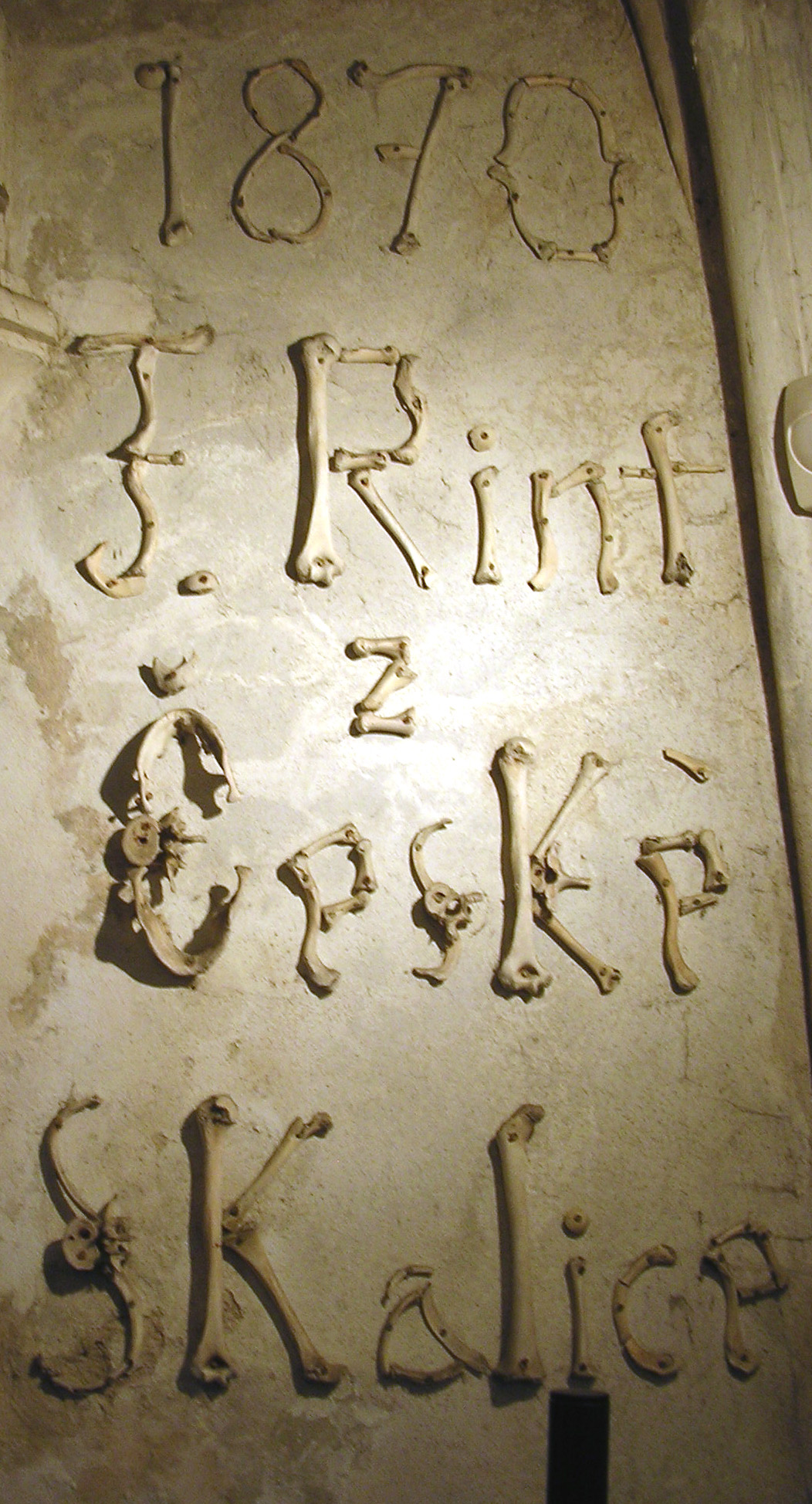
Подпись мастера

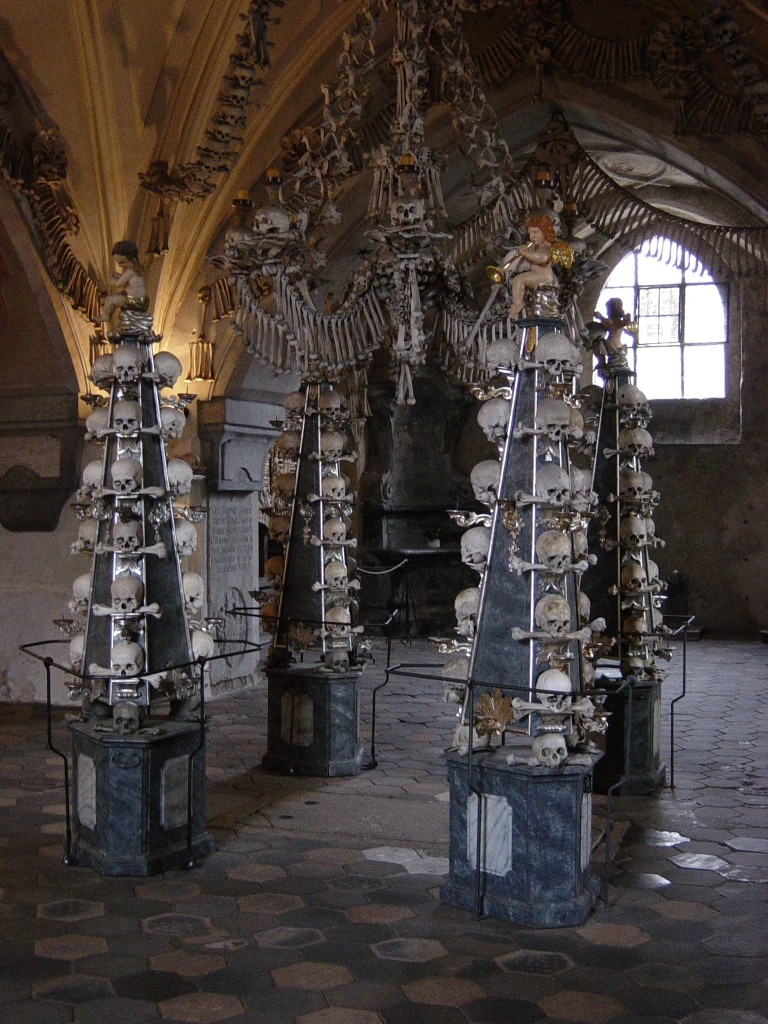
Люстра из костей и черепов

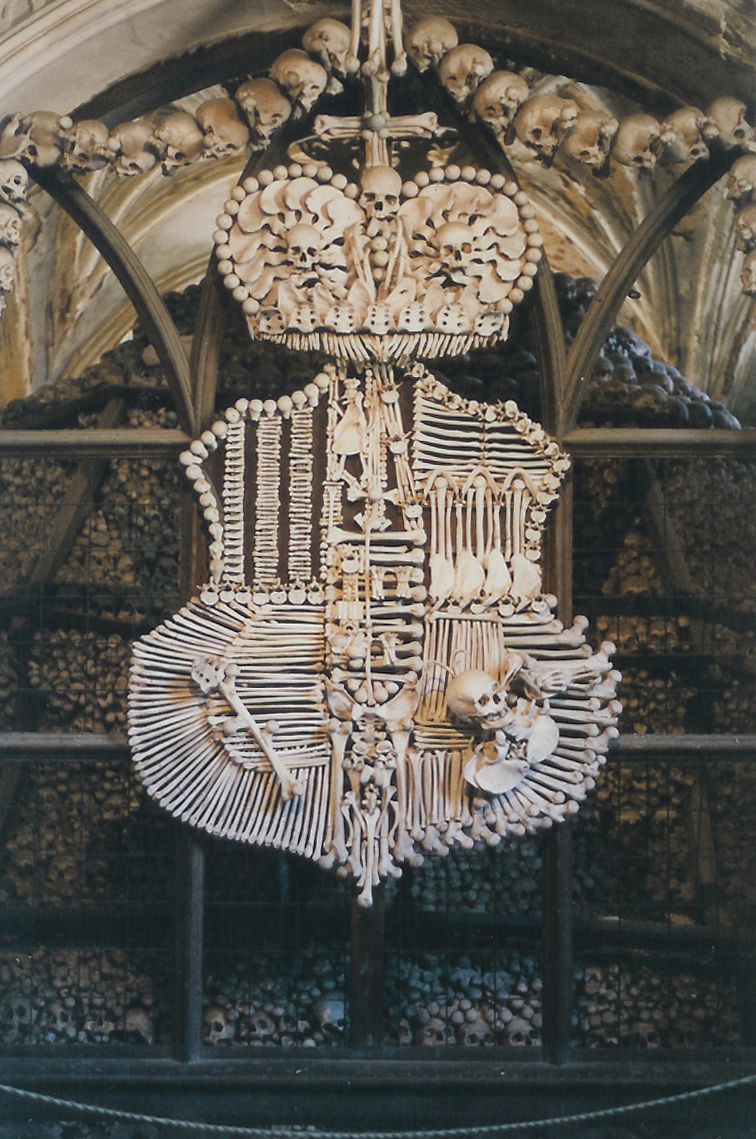
Фамильный герб Шварценбергов

Костница в Седлеце (чеш. Kostnice v Sedlci) или Костёл Всех Святых (чеш. Kostel Všech svatých) — готический кладбищенский костёл (иногда определяется как капелла или часовня) в Седлеце, район чешского города Кутна-Гора, в крипте которого располагается самая большая в Чехии костница. Наибольший интерес представляет интерьер костёла, полностью отделанный человеческими черепами и костями, для оформления которого было использовано около 40 000 человеческих скелетов. Огромная люстра содержит в себе весь набор костей человеческого тела. Это типичное оформление крипты на тему «Memento mori» (лат., Помни о смерти).

## История
В 1278 году Генрих, аббат цистерцианского монастыря в Седлеце, пригороде Кутна-Горы, был послан чешским королём Пршемыслом Отакаром II в Святую землю. Обратно он привёз немного земли с Голгофы и рассыпал её по кладбищу аббатства. Весть об этом распространилась, и кладбище стало популярным местом захоронения среди жителей Центральной Европы. Многие тысячи людей желали быть похороненными на этом кладбище. Средневековые войны и эпидемии, в частности эпидемия Чёрной смерти в середине XIV века и гуситские войны в начале XV века, пополняли кладбище, которое в результате сильно разрослось.
Около 1400 года в центре кладбища был построен готический собор с усыпальницей. Усыпальница должна была служить складом костей, извлечённых из могил, поскольку места на кладбище не хватало. Освободившееся место могло быть использовано для новых погребений или для строительства. Согласно легенде, после 1511 года работу по извлечению скелетов из могил и складированию их в усыпальнице выполнял полуслепой монах цистерцианского ордена.
В 1703—1710 годах собор был перестроен: добавлен новый вход, чтобы поддерживать наклонившуюся наружу стену, и верхний ярус перестроен в стиле барокко.
В 1784 году император распорядился закрыть монастырь. Часовню и монастырские земли купила семья Шварценбергов.
В 1870 году Шварценберги наняли резчика по дереву Франтишека Ринта (František Rint) для того, чтобы он привёл в порядок груду сложенных костей. Результаты его труда говорят сами за себя. По четырём углам собора расположены огромные колоколообразные груды костей. С середины нефа свисает огромный костяной канделябр, содержащий по меньшей мере один экземпляр каждой из человеческих костей, и украшенный гирляндами черепов. Среди других произведений искусства можно отметить алтарные дароносицы, расположенные по бокам алтаря, а также большой фамильный герб Шварценбергов и подпись мастера Ринта, также из костей.
Часовня открыта для посетителей 7 дней в неделю, с утра до вечера.